# Grandchamp (Yonne)
Grandchamp è un comune francese di 377 abitanti situato nel dipartimento della Yonne, nella regione della Borgogna-Franca Contea.

## Società

### Evoluzione demografica
Abitanti censiti